# Déiber Caicedo
Déiber Jair Caicedo Mideros, noto semplicemente come Déiber Caicedo (Barbacoas, 25 marzo 2000), è un calciatore colombiano, attaccante dell'Atlético Junior.

## Caratteristiche tecniche
È un centravanti.

## Carriera

### Club
Cresciuto nel settore giovanile del Deportivo Cali, ha esordito fra i professionisti il 4 febbraio 2018 disputando l'incontro di Categoría Primera A pareggiato 0-0 contro l'Envigado.
Il 26 gennaio 2021 viene ceduto ai Vancouver Whitecaps.

### Nazionale
Ha giocato nelle nazionali giovanili colombiane Under-17 ed Under-20.

## Statistiche
Statistiche aggiornate al 1º aprile 2022.

### Presenze e reti nei club
| Stagione                   | Squadra                    | Campionato                 | Campionato | Campionato | Coppe nazionali | Coppe nazionali | Coppe nazionali | Coppe continentali | Coppe continentali | Coppe continentali | Altre coppe | Altre coppe | Altre coppe | Totale | Totale | Totale |
| Stagione                   | Squadra                    | Comp                       | Pres       | Reti       | Comp            | Pres            | Reti            | Comp               | Pres               | Reti               | Comp        | Pres        | Reti        | Pres   | Reti   |        |
| -------------------------- | -------------------------- | -------------------------- | ---------- | ---------- | --------------- | --------------- | --------------- | ------------------ | ------------------ | ------------------ | ----------- | ----------- | ----------- | ------ | ------ | ------ |
| 2018                       | Deportivo Cali             | A                          | 11         | 1          | CC              | 0               | 0               | CS                 | 0                  | 0                  |             | -           | -           | 12     | 1      |        |
| 2019                       | Deportivo Cali             | A                          | 33         | 3          | CC              | 1               | 0               |                    | -                  | -                  |             | -           | -           | 34     | 3      |        |
| 2020                       | Deportivo Cali             | A                          | 19         | 3          |                 | -               | -               | CS                 | 6                  | 0                  |             | -           | -           | 25     | 3      |        |
| Totale Deportivo Cali      | Totale Deportivo Cali      | Totale Deportivo Cali      | 63         | 7          |                 | 1               | 0               |                    | 6                  | 0                  |             | -           | -           | 70     | 7      |        |
| 2021                       | Vancouver Whitecaps        | MLS                        | 34         | 5          | CC              | 1               | 0               | -                  | -                  | -                  | -           | -           | -           | 35     | 5      |        |
| 2022                       | Vancouver Whitecaps        | MLS                        | 4          | 0          | CC              | -               | -               | -                  | -                  | -                  | -           | -           | -           | 4      | 0      |        |
| Totale Vancouver Whitecaps | Totale Vancouver Whitecaps | Totale Vancouver Whitecaps | 38         | 5          |                 | 1               | 0               |                    | -                  | -                  |             | -           | -           | 39     | 5      |        |
| Totale carriera            | Totale carriera            | Totale carriera            | 108        | 12         |                 | 2               | 0               |                    | 6                  | 0                  |             | -           | -           | 116    | 12     |        |

## Palmarès

### Competizioni nazionali
- Canadian Championship: 3

Vancouver Whitecaps: 2022, 2023, 2024